# Strade provinciali del libero consorzio comunale di Trapani
Questo è un elenco delle strade provinciali presenti sul territorio del libero consorzio comunale di Trapani, e di competenza del libero consorzio stesso.

## SP 1 - SP 9
- di Ragattisi: dalla Strada statale 115 Sud Occidentale Sicula nei pressi di Granatello alla SP21 nei pressi di Birgi Novi
- di Castellammare - Ponte Bagni: dall'abitato di Castellammare del Golfo alla Strada statale 113 Settentrionale Sicula
- Ericina: dalla Strada Regionale Immacolatella - Erice alla Strada statale 187 di Castellammare del Golfo
- Partanna - Braccio San Nicolò: dall'abitato di Castellammare del Golfo alla Strada statale 119 di Gibellina
- Gibellina - Salaparuta - Poggioreale: dall'abitato di Gibellina all'abitato di Poggioreale
- San Giuseppe dei Mortilli: dall'abitato di Poggioreale al limite con la Provincia di Palermo (bivio Guglia)
- del Sapone: dall'abitato di Paceco alla Strada statale 113 Settentrionale Sicula
- di serie n. 20 di Castelvetrano: dall'abitato di Paceco all'abitato di Castelvetrano
- di serie n. 182 Macchia - Sella - Bonfalco: dalla SP6 al limite con la Provincia di Palermo

## SP 10 - SP 19
- Camporeale: dall'abitato di Alcamo al limite della Provincia di Palermo
- del Fegotto: dalla Strada statale 113 Settentrionale Sicula alla SP33
- del Busecchio: dalla Strada statale 113 Settentrionale Sicula alla Strada statale 119 di Gibellina
- di Zangara: dalla Strada provinciale di Partanna alla Strada statale 115 Sud Occidentale Sicula
- Calatafimi - Castelluzzo - Santa Ninfa: dall'abitato di Calatafimi alla Strada statale 188 Centro Occidentale Sicula
- Vita - Rosignolo: dall'abitato di Vita alla SP Calatafimi - Rosignolo
- Bivio Lentina - San Vito Lo Capo: dalla Strada statale 187 di Castellammare del Golfo all'abitato di San Vito Lo Capo
- Partanna - Belice verso Menfi: dalla Strada statale 115 Sud Occidentale Sicula al limite con la Provincia di Agrigento
- Bonagia - Custonaci: dalla SP20 all'abitato di Custonaci
- Salaparuta - Santa Margherita Belice: dall'abitato di Salaparuta al limite con la Provincia di Palermo

## SP 20 - SP 29
- Trapani - Bonagia - Valderice: dall'abitato di Trapani all'abitato di Valderice
- Trapani - Ragattisi - Marsala e diramazione Bosco Pecorume: dall'abitato di Trapani all'abitato di Marsala e diramazione Strada statale 115 Sud Occidentale Sicula
- bivio Badia - Canalotti: dalla Strada statale 187 di Castellammare del Golfo alla Strada statale 115 Sud Occidentale Sicula
- Ponte Bagni - Inici: dalla SP2 alla frazione di Inici
- Misilla - Paolini - Mandre Rosse - San Nicola: dalla Strada statale 188 Centro Occidentale Sicula alla SP di Castelvetrano
- Mazara - Castelvetrano: dalla SP50 all'abitato di Castelvetrano
- Partanna - Befarella - Salaparuta: dall'abitato di Partanna alla SP19
- Poggioreale - Belice: dall'abitato di Poggioreale all'allacciamento con la SP Santa Margherita Belice
- Ciardazzi - Fortuna: dall'abitato di Salemi alla Strada statale 188 Centro Occidentale Sicula
- Trapani - Salemi: dall'abitato di Trapani alla Strada statale 188 Centro Occidentale Sicula

## SP 30 - SP 39
- Santa Ninfa verso Castelvetrano: dalla Strada statale 119 di Gibellina alla SP8 nei pressi di Castelvetrano
- Trapani - Martogna - Erice: dall'abitato di Trapani alla Strada Regionale Immacolatella - Erice
- Allaciamento della Salaparuta - Belice con la Poggioreale - Belice: dalla SP19 alla SP27
- del Fiumefreddo: dalla Strada statale 113 Settentrionale Sicula alla Strada statale 119 di Gibellina
- Valderice - Chiesanuova - Viale - Napola: dalla Strada statale 187 di Castellammare del Golfo alla Strada statale 113 Settentrionale Sicula
- Ballotta - Fulgatore - Casale: dalla Strada statale 115 Sud Occidentale Sicula alla SP57
- Chiesanuova - Tangi - Ballotta: dalla SP52 alla SP22
- Salinella - La Pietra: dalla SP14 alla SP12
- Mazara del Vallo - Granitola: dall'abitato di Mazara del Vallo all'abitato di Granitola
- di Favignana: da Punta Sottile a Punta Marsala

## SP 40 - SP 49
- allacciamento della SS188 alla SP62: dalla Strada statale 188 Centro Occidentale Sicula alla SP62
- allacciamento SP37 - Rosignolo: dalla SP37 alla SP14
- allacciamento SP50 con la SP25
- Marcanza - Cuddia: dalla SP35 alla SP di Castelvetrano
- Vita - Domingo - Bruca - Celso - Inici: dall'abitato di Vita alla Trazzera trasformata Celso - Inici
- allacciamento SP di Castelvetrano con la SP29
- Vita - SP29: dall'abitato di Vita alla SP29
- Alcamo - Stazione di Castellammare del Golfo: dall'abitato di Alcamo alla Strada statale 187 di Castellammare del Golfo
- Ballotta - Ballottella - Marcanza: dalla Strada statale 115 Sud Occidentale Sicula alla SP35
- di Passofondo: dalla SP10 alla Strada statale 119 di Gibellina

## SP 50 - SP 59
- Mazara del Vallo - Salemi: dall'abitato di Mazara del Vallo alla Strada statale 188 Centro Occidentale Sicula
- Campobello di Mazara - Granitola e diramazione Tre Fontane: dall'abitato di Campobello di Mazara alla SP38
- Milo - Ponte Menta - Buseto Palizzolo - Celso: dalla Strada statale 113 Settentrionale Sicula alla Strada statale 187 di Castellammare del Golfo
- Strasatti - Santo Padre - Mola - Biesina: dalla Strada statale 115 Sud Occidentale Sicula alla Strada statale 188 Centro Occidentale Sicula
- perimetrale dell'isola di Pantelleria
- Alcamo - Alcamo Marina: dall'abitato di Alcamo alla Strada statale 187 di Castellammare del Golfo
- Campobello di Mazara verso Menfi: dall'abitato di Campobello di Mazara alla Strada statale 115 Sud Occidentale Sicula
- Buseto Palizzolo - Bruca - Pocorobba - Segesta: dall'abitato di Buseto Palizzolo alla Strada Regionale di Segesta
- allacciamente della SS115 per Borgo Xitta alla SP29: dalla Strada statale 188 Centro Occidentale Sicula alla SP62
- del Belice destro: dalla SP27 alla SP di serie n. 132

## SP 60 - SP 69
- del Belice sinistro: dalla SP59 al limite con la Provincia di Palermo
- accesso Ossario di Pianto Romano: dalla Strada statale 113 Settentrionale Sicula all'Ossario di Pianto Romano
- Marsala - Favara - Ciavolo - Chelbi - Casale Judeo: dalla Strada statale 188 Centro Occidentale Sicula alla SP50
- San Vito Lo Capo - Scopello: dall'abitato di San Vito Lo Capo alla Strada statale 187 di Castellammare del Golfo
- Quattrovie: dalla SP49 al limite con la Provincia di Palermo
- di Madonna Bona: dalla SP di Castelvetrano alla SP50
- di Gorghi Tondi: dalla Strada statale 115 Sud Occidentale Sicula alla SP38
- di Giuffro: dalla Strada statale 115 Sud Occidentale Sicula alla SP25
- Segesta - Ponte Bagni - Inici: dalla Strada Regionale di Segesta alla SP23
- Sanagia San Nicola: dalla SP46 alla SP di Castelvetrano

## SP 70 - SP 79
- di Runza: dalla SP62 alla stessa
- di Pionica: dalla SP8 nei pressi di Castelvetrano alla SP30
- di Fastaiella: dalla Strada statale 113 Settentrionale Sicula alla SP44
- di Seggio: dall'abitato di Castelvetrano all'abitato di Mendolia
- di Baglionovo: dalla Strada statale 113 Settentrionale Sicula all'abitato di Baglionovo
- di Magione: dalla Strada statale 119 di Gibellina alla Frazione di Magione
- di Roccolino: dalla SP50 in località Crinesi
- Litoranea di Trapani: dall'abitato di Trapani alla SP20
- di Arcauso: dalla SP11 alla SP33
- di Mokarta: dalla SP28 alla SP di Castelvetrano

## SP 80 - SP 89
- di Sette Soldi: dalla Strada statale 188 Centro Occidentale Sicula alla Contrada Settesoldi
- di Bresciana: dall'abitato di Castelvetrano alla Contrada Bresciana
- Carabidicchia: dalla Strada statale 119 di Gibellina alla Contrada Carabidicchia
- Circonvallazione di Trapani: dalla Strada statale 187 di Castellammare del Golfo alla Strada statale 113 Settentrionale Sicula verso Xitta
- Litoranea Sud di Marsala
- Celso - Piano Antalbo 1° tronco
- Accesso Cave di Cusa
- Alte Cave di Cusa
- Strada Consortile "Errante"